# Franz Anton Bustelli

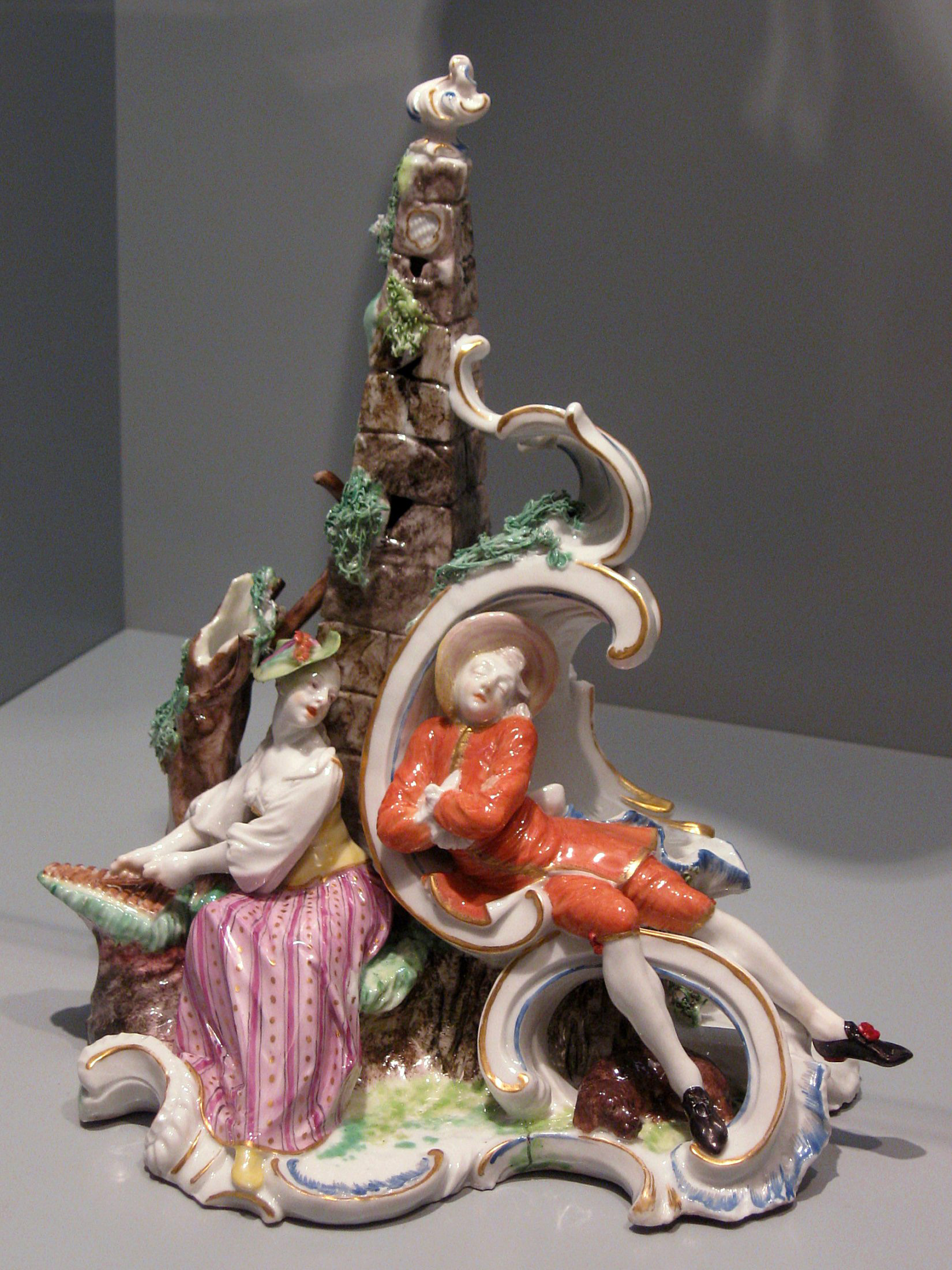
Franz Anton Bustelli: Milenecký pár

Franz Anton Bustelli (12. dubna 1723, Locarno – 18. dubna 1763, Mnichov) byl německý keramik narozený ve Švýcarsku a činný v Nymphenburské porcelánové manufaktuře od roku 1754 až do své smrti. Bývá považován za vůbec nejlepšího tvůrce porcelánů v rokokovém stylu: „Jestliže se umění evropského porcelánu nejdokonaleji projevilo rokokovým stylem, pak tento styl se nejdokonaleji projevil v díle Bustelliho.“ O jeho životě je známo jen málo, pravděpodobně se vyškolil jako řezbář v Itálii. Plynně mluvil a psal německy.